# Сон Кан Хо
Сон Кан Хо, Сон Ганхо́ (кор. 송강호?, 宋康昊? [soŋ.ɡɐŋ.ɦoː]; род. 17 января 1967) — южнокорейский актёр. Наибольшую известность получил благодаря фильмам: «Объединённая зона безопасности» (2000), «Сочувствие господину Месть» (2002), «Воспоминания об убийстве», (2003), «Вторжение динозавра» (2006), «Жажда» (2009), «Паразиты» (2019).

## Биография
Сон Канхо никогда не учился на актёра, после школы играл в группах социального театра. Затем поступил во влиятельную театральную компанию Ки Кук Со, в которой упор делался на инстинктивную игру и импровизацию, что послужило основой актёрской базы Сона. Хотя ему часто предлагали сняться в кино, он отказывался, пока не согласился участвовать в фильме «День, когда свинья упала в колодец» (1996) режиссёра Хон Сансу. Через год, сыграв бездомного в документальной драме Хона Сан Су «Плохое кино», он стал культовой фигурой, а после роли гангстера, который обучает группу новобранцев в криминальной комедии «№ 3» (1997), завоевал свой первый приз за лучшую игру.
С тех пор он сыграл несколько ролей второго плана, включая яркую роль второго плана в триллере-блокбастере «Сири́» (쉬리 1999) Кан Чже Гю. Свою первую главную роль Сон сыграл в комедии Ким Чжи Уна «Грязный король» (2000). Но в первый ряд корейских актёров Сон встал после призовой роли северокорейского сержанта в фильме Пак Чхан Ука «Объединённая зона безопасности» / 공동경비구역 JSA/ (2000). В «Сочувствие господину Месть» он исполнил роль отца, преследующего похитителей своей дочери.
В 2002 Сон сыграл главную роль в фильме YMCA Yagudan о первой корейской бейсбольной команде, созданной в начале XX века, в 2003 — в основанном на реальной истории жестокого серийного убийцы фильме «Воспоминания об убийстве». В 2005 у него была небольшая роль в «Сочувствие госпоже Месть» Пак Чхан Ука.
Очередной яркой ролью Сон отметился в 2006 году, сыграв отца, ищущего дочку, похищенную речным чудовищем в фильме «Вторжение динозавра» (в Корее фильм посмотрело более 13 млн зрителей, а общие кассовые сборы составили 89 млн долларов).
В 2008 году Сон закрепляет за собой позицию одного из ведущих корейских актёров, исполнив абсолютно разноплановые роли в вестерне «Хороший, плохой, долбанутый» и в религиозной драме «Тайное сияние».
Следующей ролью Сона является образ католического священника, ставшего вампиром, в фильме «Жажда» Пак Чхан Ука. Фильм получил «Приз жюри» на 62-м Каннском кинофестивале и номинацию «Лучший актёр» на Asian Film Awards.
В 2013 году Сон Канхо вместе с голливудскими звёздами сыграл в триллере «Сквозь снег» режиссёра Пон Чжун Хо.

## Фильмография
| Год  |   | Русское название                       | Оригинальное название            | Роль                   |
| ---- | - | -------------------------------------- | -------------------------------- | ---------------------- |
| 1997 | ф | Зелёная рыба                           | 초록물고기 IMDb                  | Пхансу                 |
| 1997 | ф | Плохое кино                            | 나쁜 영화 IMDb                   | странствующий музыкант |
| 1997 | ф | №3                                     | 넘버 3 IMDb                      | Чопхиль                |
| 1998 | ф | Тихая семья                            | 조용한 가족 IMDb                 | Кан Ёнмин              |
| 1999 | ф | Сири́                                   | 쉬리 IMDb                        | Ли Джангиль            |
| 2000 | ф | Грязный король                         | 반칙왕 IMDb                      | Тэхо                   |
| 2000 | ф | Объединённая зона безопасности         | 공동경비구역 JSA IMDb            | Сержант О Кёнпхиль     |
| 2002 | ф | Сочувствие господину Месть             | 복수는 나의 것 IMDb              | Пак Тончжин            |
| 2002 | ф | Сборная по бейсболу YMCA               | YMCA 야구단 IMDb                 | Ли Хочжан              |
| 2003 | ф | Воспоминания об убийстве               | 살인의 추억 IMDb                 | Пак Думан              |
| 2004 | ф | Парикмахер президента                  | 효자동 이발사 IMDb               | Сон Ханмо              |
| 2005 | ф | Дневник полярной экспедиции            | 남극 일기 IMDb                   | Чхве Дохён             |
| 2005 | ф | Сочувствие госпоже Месть               | 친절한 금자씨 IMDb               | похититель №1 (камео)  |
| 2006 | ф | Вторжение динозавра                    | 괴물 IMDb                        | Пак Ганду              |
| 2007 | ф | Шоу должно продолжаться! (Изящный мир) | 우아한 세계 IMDb                 | Кан Ингу               |
| 2007 | ф | Тайное сияние                          | 밀양 IMDb                        | Чон Джан               |
| 2008 | ф | Хороший, плохой, долбанутый            | 좋은 놈, 나쁜 놈, 이상한 놈 IMDb | Юн Тхэгу               |
| 2009 | ф | Жажда                                  | 박쥐 IMDb                        | пастор Хён Санхён      |
| 2010 | ф | Тайное воссоединение                   | 의형제 IMDb                      | Ли Хангю               |
| 2011 | ф | Голубая соль                           | 푸른소금 IMDb                    | Духан                  |
| 2012 | ф | Воющий                                 | 하울링 IMDb                      | Сангил                 |
| 2013 | ф | Сквозь снег                            | Snow Piercer                     | Намгун Мин Су          |
| 2013 | ф | Адвокат                                | 변호인                           | Сон У Сок              |
| 2013 | ф | Читающий лица                          | 관상                             | Нэ Гён                 |
| 2015 | ф | Садо / Трон                            | 사도                             | царь Ёнджо             |
| 2016 | ф | Секретный агент                        | 밀정밀정                         | Ли Джон Чхуль          |
| 2017 | ф | Таксист                                | 택시운전사                       | Чан Хун                |
| 2019 | ф | Паразиты                               | 기생충                           | Ким Ки-Тэк             |
| 2019 | ф | Язык нашей страны                      | 나랏말싸미 IMDb                  | царь Седжон            |
| 2021 | ф | Чрезвычайная ситуация                  | 비상선언                         | Ин Хо                  |
| 2022 | ф | Посредники                             | 브로커                           | Сан Хён                |
| 2023 | ф | В паутине                              | 거미집                           | кинорежиссёр Ким       |
| 2023 | ф | Мы — чемпионы                          | 1승                              | тренер                 |

## Награды
- 1997 — премия «Голубой дракон» — лучшему актёру второго плана, за фильм «№ 3»
- 2001 — премия «Большой колокол» — лучшему актёру, за фильм «Объединённая зона безопасности»
- 2003 — премия «Большой колокол» — лучшему актёру, за фильм «Воспоминания об убийстве»
- 2007 — премия «Asian Film Awards» — лучшему актёру, за фильм «Вторжение динозавра»
- 2007 — премия «Голубой дракон» — лучшему актёру, за фильм «Шоу должно продолжаться!»
- 2008 — премия «Palm Springs International Film Festival» — лучшему актёру, за фильм «Тайное сияние»
- 2014 — премия «Голубой дракон» — лучшему актёру, за фильм «Адвокат»
- 2022 — приз за лучшую мужскую роль на Каннском кинофестивале, за фильм «Посредники»[2].